# Cyrtodactylus cucdongensis
Cyrtodactylus cucdongensis es una especie de gecos de la familia Gekkonidae.

## Distribución geográfica yhábitat
Es endémica de una zona granítica del este-sur de Vietnam. Su rango altitudinal oscila entre 5 y 50 m s. n. m..